# Gambier Island Conservation Park
Gambier Island Conservation Park är en park i Australien. Den ligger i delstaten South Australia, omkring 200 kilometer väster om delstatshuvudstaden Adelaide. Den ligger på ön Wedge Island.
Trakten är glest befolkad. Det finns inga samhällen i närheten.